# Desmeocraera congoana
Desmeocraera congoana är en fjärilsart som beskrevs av Aurivillius 1900. Desmeocraera congoana ingår i släktet Desmeocraera och familjen tandspinnare. Inga underarter finns listade i Catalogue of Life.